# Mio padre è un re
Mio padre è un re è un brano di Biagio Antonacci estratto come terzo singolo discografico dall'album Convivendo - Parte I del 2004.

## Descrizione
Il brano, scritto da Biagio Antonacci e co-prodotto insieme a Steve De Maio, è stato reso disponibile per vendita e per l'airplay a partire dal 28 ottobre 2004. Tema del brano è l'amore fra classi sociali economicamente differenti.
Per il brano non è stato prodotto alcun video musicale.

## Tracce
CD promo
1. Mio padre è un re - 4:00